# Ovuca
Ovuca, pseudoniem van Aleksi Perälä (Finland, 1976) is een Finse electronic/techno-dj en producer.

## Carrière
Perälä produceert muziek onder het label Rephlex Records. Zijn muziek wordt geschaard onder de elektronische muziek en heeft een experimenteel karakter. Perälä heeft van 1993 tot 1994 gewoond in Michigan als uitwisselingsstudent. Nadat hij stapels demo's naar Rephlex Records had gestuurd, werd hij beloond met een platencontract. Sindsdien is hij bekend van het genre "Intelligent Dance Music".

## Discografie
- Lactavent (1999)
- King Stacey (2000)
- Onclements (2000)
- Wasted Sunday (2001)
- Astrobotnia Part 1 (2002)
- Astrobotnia Part 3 (2002)
- Cylobotnia (Astrobotnia + Cylob)
- Project V (2007) / Rephlex label
- Boom Blaster (2009) / Rephlex label
- Mental Union (2009) / Rephlex label

## Aliassen
Ovuca heeft gebruikgemaakt van de volgende aliassen:
- Aleksi Perälä
- Astrobotnia
- Pabbol Mosruttlos
- Boom Blaster
- Allu-Pallu
- Cylobotnia

## Muzikaal verwant
- Autechre
- Aphex Twin
- µ-Ziq